# Axel Leonard Melander
Axel Leonard Melander, född 3 juni 1878 i Chicago, död 14 augusti 1962, var en amerikansk entomolog.
Melander avlade kandidatexamen 1901 och Master of science-examen 1902 vid University of Texas at Austin, samt doktorerade 1914 i entomologi vid Harvard University. Han var verksam inom den akademiska världen både vid University of Texas och vid Washington State University, innan han 1926 blev professor vid City College of New York. Han forskade inom utveckling av insektsmedel, insekters immunitet mot sådana medel, skadeinsekter på frukt samt taxonomin hos tvåvingar (Diptera).
Melander var ledamot av California Academy of Sciences och ordförande i Entomological Society of America.